# Enrico Mariani
Pour les articles homonymes, voir Mariani.
Enrico Mariani est un rameur italien des années 1930.

## Biographie
Enrico Mariani obtient trois médailles continentales : une médaille d'or en skiff aux Championnats d'Europe d'aviron 1932 à Belgrade, une médaille d'argent en skiff et une médaille de bronze en deux de couple aux Championnats d'Europe d'aviron 1931 à Paris.